# Алтајски мрмот
Алтајски мрмот (лат. Marmota baibacina) је сисар из реда глодара и породице веверица (Sciuridae).  

## Распрострањеност и станиште
Врста је присутна у Казахстану, Кини, Киргистану, Монголији и Русији. Алтајски мрмот има станиште на копну.

## Угроженост
Ова врста није угрожена, и наведена је као последња брига јер има широко распрострањење.

### Популациони тренд
Популациони тренд је за ову врсту непознат.